# Wohratal (Naturraum)
Das Wohratal ist ein Naturraum in Hessen zwischen Burg- und Kellerwald bzw. Gilserberger Höhen, der zur Haupteinheit (345) des sich westlich anschließenden Burgwalds gezählt wird. Es begleitet den Fluss Wohra von dessen Austritt aus dem Kellerwald bei Kloster Haina bis zur Mündung in die Ohm bei Kirchhain.
Namentlich wird nur das Flusstal ab Gemünden (Wohra) nebst Nebentälern flussabwärts Richtung Süden als Wohratal (345.3) bezeichnet; sein Südteil geht in der Rauschenberger Mulde fließend in ebenfalls komplett gerodetes Hügelland östlich und vor allem weit westlich der Wohra über. Demgegenüber wird das Tal, das oberhalb von Gemünden die Wohra ab Kloster Haina und ihren Nebenfluss Schweinfe ab Altenhaina begleitet, Buntstruth (345.4) genannt. Die Buntstruth reicht nach Nordwesten bis in die unmittelbare Nähe der Rhein-Weser-Wasserscheide und folgt dorthin im Nordwesten in etwa dem Schweinfe-Nebenfluss Struthbach (Bach von Römershausen) flussaufwärts bis nach Römershausen.

## Lage und Grenzen
Das Wohratal im weiteren Sinne zieht sich vom Tal der Schweinfe bei Altenhaina (Haina (Kloster), Kreis Waldeck-Frankenberg) im Norden über Gemünden (Wohra) (ebenfalls Waldeck-Frankenberg) über Gemeindeteile von Wohratal bis unterhalb Rauschenbergs (beide Landkreis Marburg-Biedenkopf) im Süden.
Im Westen erhebt sich der „eigentliche“ Burgwald mit knapp unter, im Nordwesten auch knapp über 400 m. Die Gilserberger Höhen im Südosten erreichen in Nähe zu den beiden Naturräumen ebenfalls um 400 m, während der Kellerwald in nordöstlicher Nachbarschaft zur Buntstruth am Jeust 585 m, am sich nördlich anschließenden Hohen Lohr sogar 657 m erreicht.

## Naturräumliche Gliederung
Die Talsenke wurde in den naturräumlichen Einzelblättern 125 Marburg und 111 Arolsen wie folgt aufgeteilt (Flächen aus dem Umweltatlas Hessen):
- 345.3 Wohratal (38,26 km², Süden, ganz auf Blatt Marburg)
- 345.4 Buntstruth (22,98 km², Norden)

Die auf den Hektar genau ausgewiesenen Flächen täuschen allerdings darüber hinweg, dass die Grenzen der Einheit 345.3 auf Blatt Marburg größtenteils als „nicht linienhaft festlegbar“ ausgewiesen sind. Während die Buntstruth durch die Waldgrenze, außer zum Wohratal, überall scharf begrenzt wird, hat das Wohratal die Form eines Talkessela mit diversen Rodungsmulden, die den Nebenbächen bachaufwärts folgen. Unterhalb von Wohra bzw. ab Halsdorf schließlich weitet sich die Rodung in einer Quermulde bis zum nordwestlich etwa 8 km entfernten Talung des Roten Wassers bei Bracht. Hier ist die einzige scharfe Westgrenze die Waldgrenze des eigentlichen Burgwalds. Zwischen den hier unter 300 m ü. NHN fließenden Flüssen Schweinfe (W) und Wohra (O) erhebt sich der Dachsberg (370,9 m) als höchste innere Erhebung.
Sieht man vom Oberlauf im Kellerwald ab, teilt sich das Wohratal in folgende vier Abschnitte:
- #Buntstruth
- #Gmünden-Wohraer Wohratal
- #Rauschenberger Mulde
- Durchbruchstal zwischen Kleinem Burgwald (am Alten Rauschenberg 376 m) und dem Massiv des Burgholz (bis 380 m), namerntlich dem Burgholz und mit diesem den Gilserberger Höhen zugeordnet

### Buntstruth

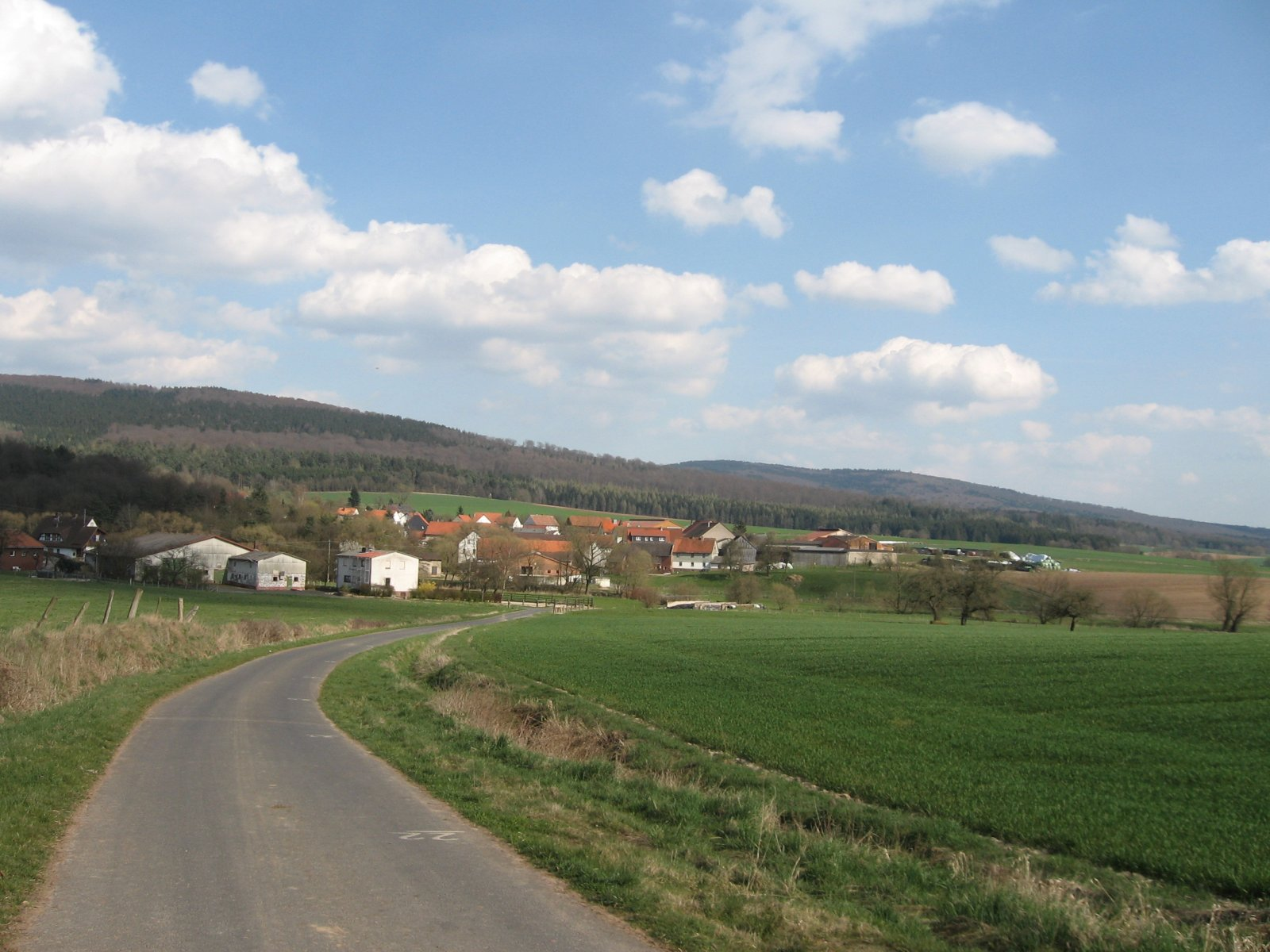
Herbelhausen an den Westhängen des Kellerwalds

Die Buntstruth, als Landschaft früher auch Bunstruth oder Bulenstrut genannt, liegt auf einer Höhe von im Norden 340 m bis im Süden 260 m über NHN. Das sich südlich anschließende „eigentliche“ Wohratal folgt dem namensgebenden Fluss bis auf eine Höhe von knapp über 200 m. Die Talsenke ist praktisch vollkommen waldfrei, wird jedoch im Bereich der Buntstruth zu beiden Seiten sowie nach Norden von Wäldern unmittelbar umgeben.
An der Wohra liegen (von Nord nach Süd flussabwärts) Haina (Kloster), Herbelhausen und randständig, am Übergang zum Gemündener Wohratal, Elnrode; an der Schweinfe sind es Altenhaina (nebst Weiler Kirschgarten), Halgehausen, Bockendorf, Sehlen und Grüsen, am in Bockendorf in die Schweinfe mündenden Struthbach sind es Römershausen und Mohnhausen.
Nimmt man als Außengrenze nach Westen (Burgwald), Norden (Hauberner Hecke) und Osten (Kellerwald) die Waldgrenze und nach Süden, unmittelbar nördlich Gemündens, die am Gehölzbewuchs noch heute erkennbare ehemalige Bahntrasse nach Moischeid, nimmt die Buntstruth eine Fläche von 28 km² ein.

### Gmünden-Wohraer Wohratal
In Gemünden (Wohra) mündet nicht nur die Schweife von rechts, sondern kurz oberhalb auch der Ebersgraben von links; ferner mündet der Holzbach unmittelbar vor deren Mündung in die Schweinfe. Dem Holzbach folgt eine Rodung mit Lehnhausen und Oberholzhausen bachaufwärts in den Burgwald.
Unterhalb Gemünden münden von links der aus Schiffelbach kommende Schiffelbach und der aus Heimbach kommende Heimbach. Während Schiffelbach noch mittelbar dem Wohratal zuzählbar wäre, liegt Heimbach deutlich höher inmitten der Gilserberger Höhen.
In Wohra mündet von rechts schließlich die Bentreff, der neben der Schweinfe wichtigste Zufluss der Wohra überhaupt. Langendorf an deren mündungsnahen Unterlauf kann noch als im Wohratal gelegen beschrieben werden, das Sackdorf Hertingshausen nordnordwestlich Langendorfs, am linken Bentreff-Zufluss Liederbach, ist demgegenüber einerseits deutlicher im Burgwald gelegen, andererseits nur vom Wohratal aus erreichbar.
Unterhalb Wohras verengt sich das Wohratal noch einmal, da sich von links der Mönchwald und von rechts der bewaldete Rücken des Fahrbergs nähert.
Das Gemünden-Wohraer Wohratal hat viele „nicht linienhaft festlegbare“ Grenzen und seine Nennfläche ist daher sehr von der individuellen Grenzziehung abhängig. Bezieht man Langendorf gerade ein und verschließt alle der zahlreichen Rodungshalbinseln zu Burgwald und Gilserberger Höhen wohratalbodennah, kommt man auf eine Fläche von etwa 23 km² ein.

### Rauschenberger Mulde

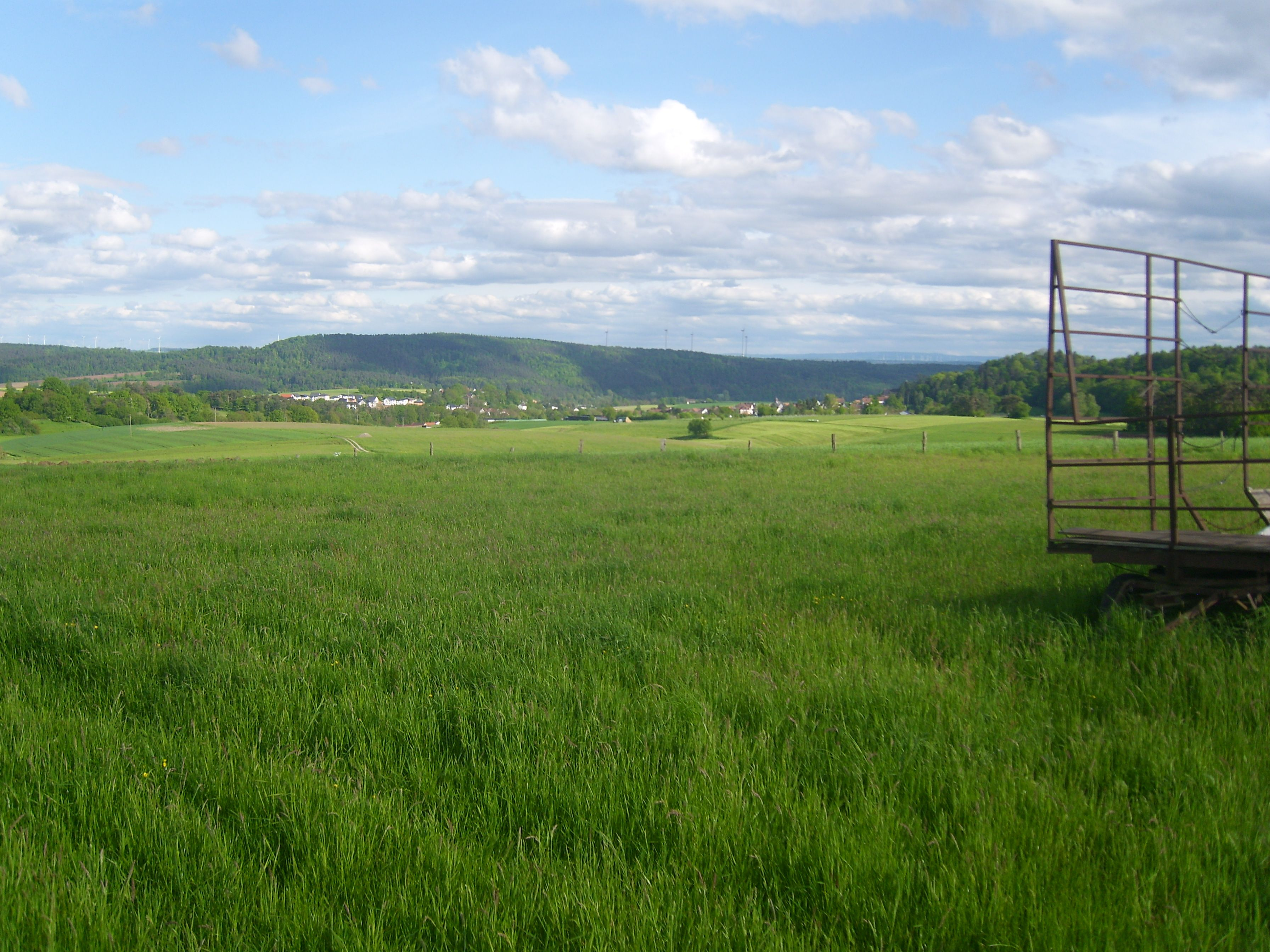
Blick von der Wolfskaute auf Rauschenberg, den Burgholz und den knapp 50 km entfernten Vogelsberg

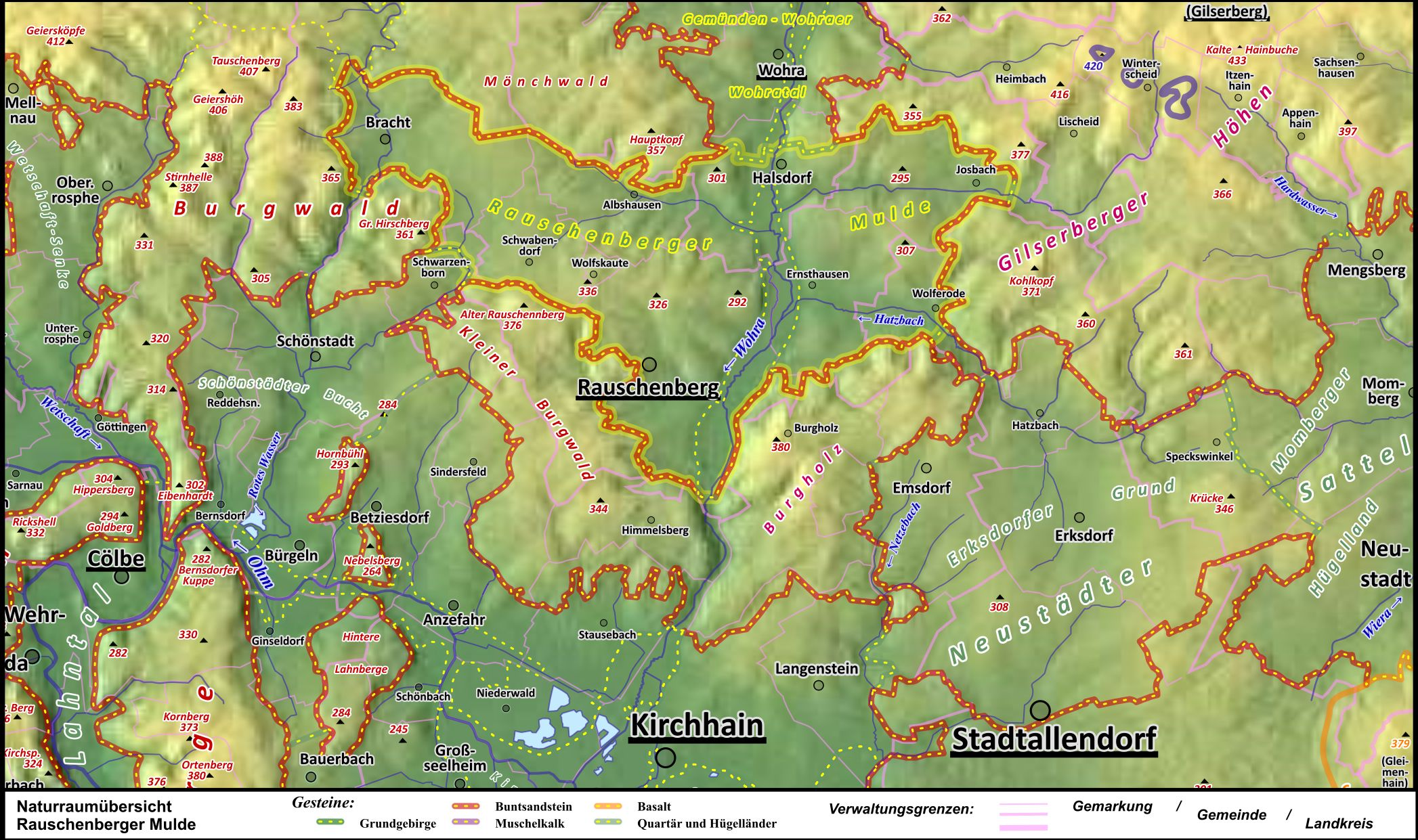
Reliefkarte mit umgebenden Naturräumen (→ Detailkarte)

Die Rauschenberger Mulde ist eine komplett gerodete Mulde quer zum Tal der Wohra zwischen Halsdorf und Rauschenberg, die sich nach Westen bis zum Tal des Roten Wassers bei Bracht vor den Burgwald zieht. In ihr liegen als Ortsteile Rauschenbergs mit Josbach im äußersten Nordosten, Ernsthausen im Osten, Albshausen im Norden und, sich nordwestlich an Rauschenberg anschließend, Wolfskaute, Schwabendorf und Bracht. Hinzu kommen Halsdorf aus der Gemeinde Wohratal im östlichen Norden und Wolferode (Stadtallendorf) im äußersten Osten.
Josbach liegt am Josbach, Wolferode am Hatzbach, beide von Osten (links) kommend. Von rechts kommt aus Albshausen der Wadebach. Zwischen Bracht und dem den Raum zwischen Bracht und Schwabendorf ausfüllenden Bracht-Siedlung entspringt der Schwarzenbornbach, der die Mulde in Richtung Schwarzenborn verlässt und dem Roten Wasser in der Schönstädter Bucht im Süden von Schönstadt zufließt.
Im Inneren der Rauschenberger Mulde zieht sich eine Hügelkette steigender Höhe von Südost nach Nordwest von der Wohra bis zur nach Schwarzenborn führenden  Bundesstraße 3 mit Müncheberg (292 m), Sosenberg (326 m) und Wolfskaute (326 m), von deren Kammlinie Riedel und Rippen in Richtung B 3 führen. Südwestlich des Münchebergs und südöstlich des Sosenbergs liegt der Greineisenberg (277 m), zu dem sich Rauschenberger Wohnsiedlungen nach Nordosten ziehen. Auch in den Segmenten nördlich des Wadebachs (Dörreberg: 301 m) sowie, östlich der Wohra, nördlich des Josbachs (Igelsberg: 295 m) und zwischen Josbach und Hatzbach (Hecke: 307 m) finden sich gerodete Hügel, während der Notdosten der Mulde auf in der Hauptsache Brachter Gemarkung praktisch frei von inneren Erhebungen ist.
Der Nordwestteil der Mulde um Bracht (nebst Siedlung) wird, im Gegenuhrzeigersinn, von Nordosten  über Norden (Mönchwald mit dem 357 m hohen Hauptkopf) über den Westen (Ommelburg: um 383 m) bis Südwesten (Großer Hirschberg: 361 m) komplett von Teilen des eigentlichen Burgwalds eingeschlossen, nach Süden bildet die von der Wohra durchbrochene Schwelle aus Kleinem Burgwald (am Alten Rauschenberg 376 m) und Burgholz (380 m) eine scharfe Begrenzung. Nach Osten stößt die Mulde auf das Massiv des Kohlkopfs (bis 371 m), nach Nordosten auf einen vom Lischeider Berg (416 m) aus nach Westen zum Fahrberg (355 m) und darüber hinaus sich ziehenden Rücken; beides Teile der Gilserberger Höhen.
Die Rauschenberger Mulde kommt, unter randständiger Einbeziehung der Siedlungsgebiete Halsdorfs (N) und Josbachs (NO) mit vor Schwarzenborn (im SW) der Lößgrenze als Naturraumgrenze zur Schönstädter Bucht auf eine Fläche von etwa 40 km².
Die Obere Naturschutzbehörde Gießen benennt den zugehörigen Landschaftsraum, unter „Eingemeindung“ der kleinen in ihrem Zuständigkeitsbereich liegenden Randteile von Burgwald-Ostausläufern nördlich des Mönchwaldes und Gmünden-Wohraer Wohratal, aber merkwürdigerweise ohne die Äcker südlich Rauschenbergs, mit Rauschenberger Ackerlandschaft. Diese Gliederung sieht Kleinen Burgwald und Burgholz, beide früher Staatsforst Rauschenberg, als Einheit an (dort Teil des namentlich ansonsten wenig etablierten „Kirchhainer Berglands“) und im Text auch den Kleinen Burgwald explizit als Teil der Oberhessischen Schwelle. Die beiden kompakten Höhenzüge sind sozusagen das Bindeglied zwischen dem eigentlichen Burgwald und den Gilserberger Höhen – von denen im Übrigen auch der Kohlkopfrücken keinen historischen Bezug zu Gilserberg oder seinen heutigen Gemeindeteilen hat, im Nordosten wohl aber zum 1973 aufgelösten Landkreis Ziegenhain (Gemarkung Mengsberg).

## Flüsse
Alle Mündungen der Nebenflüsse der Wohra ab dem Ebersgraben liegen im „eigentlichen“ Wohratal – als wichtigste wären wohl die in Gemünden nah der nördlichen Nahtstelle mündende Schweinfe und die zentral von Rosenthal im Burgwald kommende Bentreff zu nennen.
Die Buntstruth folgt dem Oberlauf der Wohra und dem Mittel- bis Unterlauf der Schweinfe und deren Nebenfluss Struthbach (Bach von Römershausen) nach Nordwesten bis zur Hauberner Hecke, dem Sattel zwischen Burg- und Kellerwald an der Rhein-Weser-Wasserscheide.
Die von Frankenberg im Nordwesten kommende Landesstraße 3073 durchläuft Buntstruth und Wohratal zentral zunächst am Struthbach, weiter über den Unterlauf der Schweinfe und ab Gemünden schließlich längs des Unterlaufes der Wohra.

## Geologie
Die folgenden Aussagen beziehen sich auf die Geologische Strukturräume Hessens sowie die Geologischen Karten GK 300 im Groben und GK 25 im Detail.
Buntstruth, Gmünden-Wohraer Wohratal und Rauschenberger Mulde liegen praktisch komplett auf dem geologischen Strukturraum der Frankenberger Scholle des Burgwalds, der an der Buntstruth nach Osten an die Südliche Kellerwaldstruktur stößt, in den südlicheren Abschnitten jedoch in den Gilserberger Höhen fortgesetzt wird. Haina und Herbelhausen in der Buntstruth liegen bereits randlich auf der Kellerwaldstruktur.
Charakteristisch für die Buntstruth ist der Zechsteingürtel zwischen Burgwald und Kellerwald, der größtenteils zwischen Wohra und Schweinfe verläuft, nördlich von Halgehausen jedoch nach Westen über die Schweinfe tritt und über die Hauberner Hecke, an der die Buntstruth nach Norden endet, weiter nach Haubern führt. Überlagert wird der Zechstein teils durch Gesteine des Quartär; zwischen Herbelhausen (SO) an der Wohra und Halgehausen (NW) an der Schweinfe finden sich, eingelagert in  und über Fließerde, im Lehmboden große Anteile an Löß, ebenso südlich von Herbelhausen und östlich der Wohra auf der Kellerwaldscholle.
Westlich des von Auensedimenten begleiteten Talbodens der Schweinfe steht Oberer Buntsandstein an, der am Tal des Struhbachs von Fließerde überlagert wird. Südwestlich von Bockendorf und nordwestlich von Mohnhausen finden sich rechts (westlich) des Struthbachs auch Lößvorkommen. An den Hängen des Wohra und Schweinfe trennenden Dachsbergrückens steht wiederum Oberer Buntsandstein an, im Gipfelbereich Mittlerer.
Im Gemünden-Wohraer Wohratal vereinfacht sich die Struktur und es steht jenseits der von Lehm der flachen Talhänge begleiteten ebenen Talböden der Gewässer Oberer Buntsandstein an, der westlich der Wohra ab Gemünden von Mittlerem abgelöst wird, der ab nördlich Wohras beidseitig bis zu den Tälern reicht. Ab dem Süden Wohras steht an den gerodeten Osthängen westlich der Wohra Unterer Buntsandstein an, der sich in der Rauschenberger Mulde nach Westen bis zu einer Linie Albshausen–Wolfskaute zieht, also insbesondere die Hügelkette mit sich nach Nordosten zur B 3 ziehenden Rippen einschließt.
Östlich der Wohra wie auch im Nordwesten bei Bracht steht Mittlerer Buntsandstein an, der an den Höhenzügen, die die Mulde einschließen, meist in die Variation Bausandstein übergeht. Die Niederungen werden auch im Großteil der Rauschenberger Mulde von Lehm der flaschen Talhänge begleitet, lediglich um Rauschenberg und vor allem in den Äckern südlich der Landstadt am Osthang des Kleinen Burgwalds finden sich größere Lößvorkommen, überdies am Nordwesthang des Burgholz südlich der Hatzbach, südöstlich von Ernsthausen. An der der B 3 folgenden Pforte zur im Vergleich zum Gebiet um Schwabendorf, Albshausen und Bracht lößreicheren Schönstädter Bucht kann hingegen die Lößgrenze nordöstlich Schwarzenborns als natürliche Grenze zu ebender angesehen werden.
Koordinaten: 50° 55′ 5″ N, 8° 56′ 50″ O

## Allgemeine Quellen
- BfN
  - Kartendienste
  - Landschaftssteckbrief Randsenken des Burgwaldes